# Lũng đoạn thị trường
Lũng đoạn thị trường là hoạt động có chủ đích nhằm tác động đến sự vận hành tự do và công bằng của thị trường, tạo ra các hiệu ứng giả tạo liên quan đến giá cả của thị trường chứng khoán, hàng hóa hoặc tiền tệ. Theo khoản 9(a)(2) bộ luật giao dịch chứng khoán năm 1934 của Mỹ và theo khoản 1041A luật doanh nghiệp năm 2001 của Úc, hoạt động lũng đoạn thị trường bị nghiêm cấm. Tuy nhiên, những luật này chỉ coi lũng đoạn thị trường là những giao dịch nhằm tạo dựng hoặc duy trì giá cả nhân tạo trên thị trường chứng khoán. Trên thị trường điện năng và khí đốt, hoạt động lũng đoạn thị trường cũng bị nghiêm cấm theo khoản 222 luật năng lượng liên bang và khoản 4A luật kinh doanh khí đốt năm 1938.

## Ví dụ
- Churning: Một người đặt cả lệnh bán và lệnh mua trong cùng một khoảng thời gian. Sự gia tăng các hoạt động giao dịch của loại cổ phiếu đó, sẽ hấp dẫn các nhà đầu tư khác và dẫn đến tăng giá bán.
- Stock Bashing: Đây là một kế hoạch được được thực hiện bởi những người đăng tin trực tuyến (còn gọi là "Bashers") bằng cách giả tạo các thông tin về công ty mục tiêu nhằm mua cổ phiếu của công ty đó với giá thấp. Hoạt động này, trong phần lớn các trường hợp, được tiến hành bằng cách đăng các thông tin sai lệch, bôi nhọ lên các diễn đàn công cộng. Thỉnh thoảng, người thực hiện chính là nhân viên của những công ty quan hệ nhà đầu tư thiếu uy tín khi họ biết rằng càng thực hiện được nhiều giao dịch thì giá cổ phiểu càng thấp; vì vậy bằng cách thuyết phục nhà đầu tư rằng họ đã mua một loại cổ phiếu vô giá trị, người loan tin càng ép giá của cổ phiếu xuống thấp, thì công ty quan hệ nhà đầu tư (Investor Relations firm) càng mua được nhiều cổ phiếu. Ngay sau khi quá trình giao dịch hoàn tất và cổ phiếu được bán cho công ty quan hệ nhà đầu tư, hoặc người tư vấn, người ủy quyền hoặc một bên tương tự, người tung tin sẽ bán cổ phiếu nhận được thật nhanh để đảm bảo lợi nhuận bằng chiến thuật Pump & Dump truyền thống và giải quyết hết những cổ phiếu xấu họ nhận về; (see P&D).
- Pump and dump:
- Runs: Khi một nhóm các nhà đầu tư tạo lập một loạt các hoạt động hoặc tin đồn nhằm thao túng giá cả một loại cổ phiếu theo ý muốn, thường là tăng lên. Ví dụ tiêu biểu là vụ lừa đảo giao dịch cổ phiếu Guinness những thập nhiên 80. Ở Mỹ, hoạt động này thường được biết đến với tên gọi painting the tape.[4] Cũng có khi, một hoặc một nhóm các nhà đầu tư lại tìm cách hạ giá một loại cổ phiếu nào đó xuống, mặc dù việc này khá hiếm gặp; (xem Stock Bashing).
- [1] Ramping: Những hoạt động nhằm tăng giá của một nhóm các cổ phiếu trên thị trường bằng cách đưa ra những số liệu thương mại khuếch đại, tạo lợi nhuận trong thời gian ngắn.[5]
- Wash trade: Bán sau đó mua lại một loại cổ phiếu hoặc một loại tương tự nhằm gia tăng giao dịch và giá cả.
- Đầu cơ giá xuống: Hoạt động nhằm đè giá một loại cổ phiếu xuống bằng cách đặt một lượng bán lớn hoặc thực hiện các hoạt động bán khống."[6]